# Antiblemma melanosemata
Antiblemma melanosemata är en fjärilsart som beskrevs av George Francis Hampson 1926. Antiblemma melanosemata ingår i släktet Antiblemma och familjen nattflyn. Inga underarter finns listade i Catalogue of Life.